# Capo Zevgari

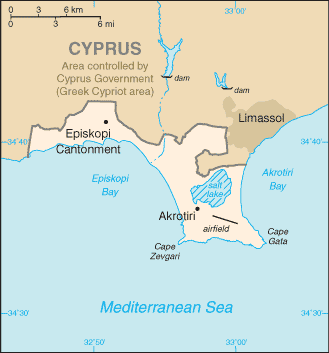
Mappa della Penisola di Akrotiri (Cipro)

Capo Zevgari, noto anche come İkizburun in turco, si trova all'interno di Akrotiri e Dhekelia, un territorio britannico d'oltremare sull'isola di Cipro, amministrato come base sovrana. Esso forma il punto sud-occidentale della penisola di Akrotiri che è la parte più meridionale dell'isola. Il promontorio forma l'estremità meridionale della baia di Episkopi.
Il capo si trova entro i confini della stazione della Royal Air Force conosciuta come RAF Akrotiri.